# تيريك ميتشل
تيريك ميتشل (مواليد 1 سبتمبر 1999) هو لاعب كرة قدم إنجليزي يلعب في مركز الظهير الأيسر في نادي كريستال بالاس.

## روابط خارجية
- تيريك ميتشل على موقع إي إس بي إن إف سي (الإنجليزية)
- تيريك ميتشل على موقع قاعدة بيانات كرة القدم.إي يو (الإنجليزية)
- تيريك ميتشل على موقع ناشيونال فوتبول تيمز (الإنجليزية)
- تيريك ميتشل على موقع Soccerbase.com (لاعب) (الإنجليزية)
- تيريك ميتشل على موقع Soccerway.com (الإنجليزية)
- تيريك ميتشل على موقع عالم كرة القدم.نت (الإنجليزية)